# Palazzo del Governatore (Asmara)
Il Palazzo del Governatore è un edificio storico situato all'Asmara, capitale dell'Eritrea. Costruito in stile razionalista nel centro della città durante il periodo coloniale italiano, l'edificio è oggi sede del municipio della capitale.

## Storia
L'ex palazzo del governo italiano fu costruito nel 1897 su iniziativa di Ferdinando Martini, primo governatore italiano dell'Eritrea (che in precedenza aveva sede presso l'attuale Palazzo presidenziale). Il Gibi, come è noto, fu convertito nel Museo civico dell'Asmara durante l'amministrazione etiope, quando la sede del Governatore fu trasferita all'attuale edificio. 
L'attuale municipio fu costruito negli anni 1930 in tipico Stile littorio, con una torre centrale all'ingresso ornata con "fasci" (distrutti nel marzo del 1941, quando la città fu conquistata dagli inglesi). Si trova vicino al tribunale e al Ministero della giustizia della Repubblica di Eritrea, nella parte centrale di Asmara che è stata nominata Patrimonio dell'Umanità dall'UNESCO nel 2017.

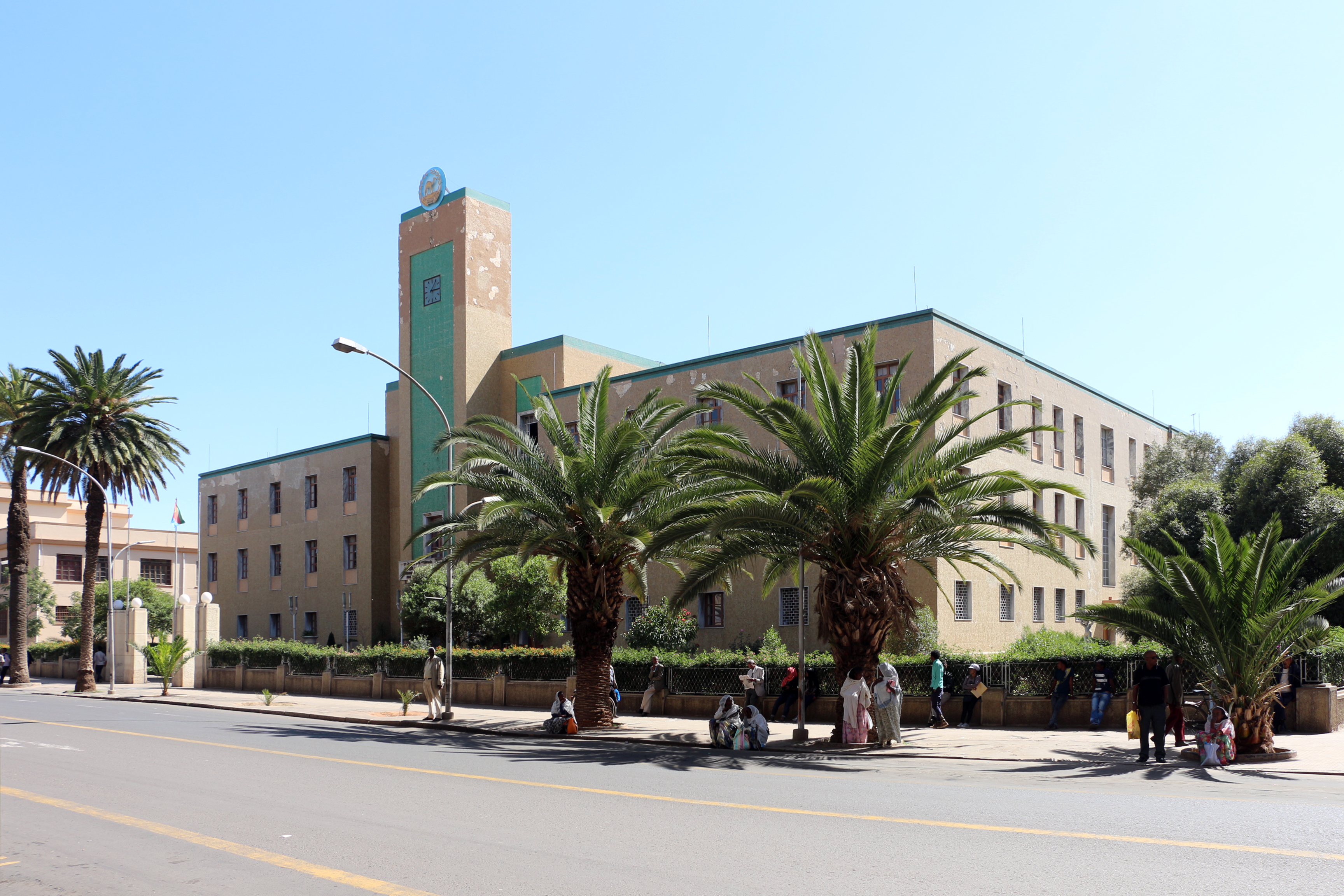
Il municipio di Asmara, come apparso sugli ultimi francobolli della città del 1960.

Il municipio di Asmara è apparso sugli ultimi francobolli di Asmara, emessi nel 1960.